# SC Salgueiros
SC Salgueiros is een Portugese sportclub uit Porto. De club werd in 1911 opgericht en is het meest bekend voor de voetbalafdeling, maar is ook actief in waterpolo, handbal, schaken en atletiek.
De laatste keer dat de club in de hoogste klasse speelde, was in het seizoen 2001/02. Twee jaar later eindigde Salgueiros weliswaar als zesde in de Segunda Liga, maar vanwege financiële problemen werd de club teruggezet naar de lagere regionen.

## Eindklasseringen
| Seizoen   | №  | Clubs | Divisie          | Duels | Winst | Gelijk | Verlies | Doelsaldo | Punten | Tsch |
| --------- | -- | ----- | ---------------- | ----- | ----- | ------ | ------- | --------- | ------ | ---- |
| 1994–1995 | 11 | 18    | Primeira Divisão | 34    | 11    | 7      | 16      | 43–50     | 29     |      |
| 1995–1996 | 11 | 18    | Primeira Divisão | 34    | 7     | 15     | 12      | 39–49     | 36     |      |
| 1996–1997 | 6  | 18    | Primeira Divisão | 34    | 14    | 10     | 10      | 49–48     | 52     |      |
| 1997–1998 | 8  | 18    | Primeira Divisão | 34    | 13    | 10     | 11      | 48–44     | 49     |      |
| 1998–1999 | 12 | 18    | Primeira Divisão | 34    | 7     | 17     | 10      | 45–55     | 38     |      |
| 1999–2000 | 15 | 18    | Primeira Liga    | 34    | 9     | 7      | 18      | 30–49     | 34     |      |
| 2000–2001 | 10 | 18    | Primeira Liga    | 34    | 13    | 4      | 17      | 41–55     | 43     |      |
| 2001–2002 | 16 | 18    | Primeira Liga    | 34    | 8     | 6      | 20      | 29–71     | 30     |      |
| 2002–2003 | 8  | 18    | Segunda Liga     | 34    | 12    | 10     | 12      | 39–47     | 46     |      |
| 2003–2004 | 6  | 18    | Segunda Liga     | 34    | 13    | 8      | 13      | 47–46     | 47     |      |

## In Europa
#R = #ronde, T/U = Thuis/Uit, W = Wedstrijd, PUC = punten UEFA coëfficiënten .
Uitslagen vanuit gezichtspunt SC Salgueiros
| Seizoen | Competitie | Ronde | Land               | Club      | Totaalscore  | 1e W    | 2e W       | PUC |
| ------- | ---------- | ----- | ------------------ | --------- | ------------ | ------- | ---------- | --- |
| 1991/92 | UEFA Cup   | 1R    | Vlag van Frankrijk | AS Cannes | 1-1 (2-4 ns) | 1-0 (T) | 0-1 nv (U) | 2.0 |

Totaal aantal punten voor UEFA coëfficiënten: 2.0

## Bekende (ex-)spelers
- Djamal Mahamat
- Deco
- Ricardo Sá Pinto
- Paulo Sérgio